# Sylvilagus floridanus
El conejo de Florida (Sylvilagus floridanus). también conocido como el conejo castellano, o bien como el conejo serrano, es una especie de mamífero lagomorfo de la familia Leporidae. Es una de las especies de conejo más comunes de Norteamérica y se extiende hasta Venezuela. Es color marrón-rojizo o marrón-grisáceo. Con grandes patas posteriores, orejas largas y cola blanca, corta y esponjosa. La parte del vientre es blanca. El conejo adulto pesa en promedio 1.2 kg y mide 43 cm de largo. En México se le ha observado en todo el país con excepción de Baja California, Baja California Sur y Guerrero,
Habita en distintos ambientes incluyendo bosques, pastizales, desiertos y campos de cultivo, en altitudes desde 0 hasta más de 3,000 m s. n. m. Se alimenta de muchas especies de plantas, hierbas, arbustos y árboles, dependiendo del alimento disponible. En estado natural su vida promedio es de 15 meses aunque en cautiverio puede vivir más de 10 años.
El conejo castellano es uno de los conejos llamados 'conejos cola de algodón'. Tiene una gran importancia ecológica. ya que se alimenta de muchas especies de plantas y es alimento para una gran variedad de animales carnívoros,
Este conejo se caza con fines de recreación y alimento siendo el animal más cazado en Estados Unidos y México. Puede causar daños económicos porque puede comerse los cultivos. Con potencial como especie invasora y fuera de su hábitat natural podría dañar a los ecosistemas y la agricultura.
En México, la NOM-059-SEMARNAT-2010 no considera al conejo serrano en sus listas de especies en riesgo; la UICN 2019-1 lo considera como de Preocupación menor.

## Reproducción
La época reproductiva de S. floridanus varía dependiendo de la región, en lugares con épocas de fríos marcadas se reproducen cuando las condiciones son óptimas (verano) mientras que en las zonas cálidas pueden reproducirse todo el año. Tienen tasas de reproducción muy altas llegando a procrear 35 conejos por hembra anualmente. Pueden tener camadas de 1 a 7 conejos y hasta 7 camadas por año.

## Distribución
El conejo tiene una amplia distribución natural abarcando el este de Norteamérica y parte norte de América del Sur, es la especie con mayor distribución del género. También se ha introducido en el noroeste de Estados Unidos y noroeste de Italia como presa para los cazadores y se ha logrado establecer en estas regiones. Habita en distintos ambientes incluyendo bosques, pastizales, desiertos y campos de cultivo en altitudes desde 0 hasta más de 3000 m s. n. m.

## Subespecies
- Norte de México 
  - Sylvilagus floridanus alacer
  - Sylvilagus floridanus chapmani
  - Sylvilagus floridanus floridanus
  - Sylvilagus floridanus mallurus
- mexico y Centroamérica 
  - Sylvilagus floridanus aztecus
  - Sylvilagus floridanus connectens
  - Sylvilagus floridanus hondurensis
  - Sylvilagus floridanus macrocorpus
  - Sylvilagus floridanus orizabae
  - Sylvilagus floridanus yucatanicus
- Sur del Istmo de Panamá
  - Sylvilagus floridanus avius
  - Sylvilagus floridanus continentis
  - Sylvilagus floridanus cumanicus
  - Sylvilagus floridanus margaritae
  - Sylvilagus floridanus nigronuchalis
  - Sylvilagus floridanus orinoci
  - Sylvilagus floridanus purgatus
  - Sylvilagus floridanus superciliaris

## Ecología
El conejo castellano tiene una gran importancia ecológica ya que se alimenta de muchas especies de plantas y es alimento para una gran variedad de animales carnívoros. Debido a que tienen tasas de reproducción muy altas y se adaptan a diferentes ambientes pueden convertirse en especies invasoras. Dentro del área natural de distribución estos animales son muy comunes y es normal encontrar densidades de 8 - 10 conejos por hectárea.
Se ha visto que los depredadores de mayor importancia para los conejos son los mamíferos que son responsables de más del 50% de las muertes. El segundo lugar lo ocupan las aves rapaces que se comen cerca del 25% de los conejos. Gracias a esto el 80% de los conejos no sobrevive más de un año.

## Importancia económica
Este conejo se caza con fines de recreación y alimento siendo el animal más cazado en Estados Unidos y México. Puede causar daños económicos porque puede comerse los cultivos (aunque no se han reportado daños graves a la agricultura). También tiene potencial como especie invasora y fuera de su hábitat natural podría dañar los ecosistemas y la agricultura.